# Mike Harper
Michael Edward Harper (Chicago, Illinois; 9 de diciembre de 1957) es un exjugador de baloncesto estadounidense que disputó ocho temporadas como profesional, dos de ellas en la NBA. Con 2,08 de estatura, su puesto natural en la cancha era el de pívot. 

## Trayectoria deportiva

### Inicios
Tras graduarse en el instituto Quigley South High School de Chicago, Harper jugó al baloncesto universitario durante cuatro temporadas (1976–1980) en la North Park University, donde lideró al equipo a tres títulos consecutivos de la NCAA Division III.

### Profesional
Fue elegido en puesto 56 (tercera ronda) del Draft de la NBA de 1980 por los Portland Trail Blazers. Con los Blazers disputó dos temporadas (123 encuentros en la NBA) antes de marcharse a Europa.
Pasó dos temporadas en Italia: Pallacanestro Trieste (1982-1983) y Libertas Forlì (1983-1984) antes de pasar por Francia: Olympique Antibes (1984-1986) para terminar en la liga española en el CB Canarias durante 2 años (1986-1988).

## Estadísticas de su carrera en la NBA

### Temporada regular
| Año     | Equipo   | PJ  | PT | MPP  | %TC  | %3P  | %TL  | RPP | APP | ROB | TPP | PPP |
| ------- | -------- | --- | -- | ---- | ---- | ---- | ---- | --- | --- | --- | --- | --- |
| 1980-81 | Portland | 55  | 0  | 8.4  | .412 | .000 | .435 | 1.7 | .3  | .4  | .4  | 2.7 |
| 1981-82 | Portland | 68  | 38 | 21.1 | .497 | -    | .627 | 5.0 | .8  | .8  | 1.2 | 6.8 |
| Total   | Total    | 123 | 38 | 15.4 | .474 | .000 | .559 | 3.5 | .6  | .6  | .8  | 5.0 |

### Playoffs
| Año   | Equipo   | PJ | PT | MPP | %TC   | %3P | %TL   | RPP | APP | ROB | TPP | PPP |
| ----- | -------- | -- | -- | --- | ----- | --- | ----- | --- | --- | --- | --- | --- |
| 1981  | Portland | 1  | 0  | 6.0 | 1.000 | -   | 1.000 | 1.0 | .0  | .0  | .0  | 3.0 |
| Total | Total    | 1  | 0  | 6.0 | 1.000 | -   | 1.000 | 1.0 | .0  | .0  | .0  | 3.0 |

## Estadísticas de su carrera en la ACB

### Temporada regular
| Año     | Equipo        | PJ | MPP  | %TC  | %3P  | %TL  | RPP  | APP | ROB | TPP | PPP  | VAL  |
| ------- | ------------- | -- | ---- | ---- | ---- | ---- | ---- | --- | --- | --- | ---- | ---- |
| 1986-87 | C.B. Canarias | 27 | 37.1 | .599 | .318 | .653 | 9.9  | .6  | 2.2 | 3.0 | 21.8 | 26.3 |
| 1987-88 | C.B. Canarias | 13 | 34.6 | .551 | .346 | .623 | 10.4 | .4  | 1.5 | 2.4 | 18.4 | 22   |
| Total   | Total         | 40 | 36.3 | .585 | .329 | .645 | 10.0 | .5  | 2.0 | 2.8 | 20.7 | 24.9 |

### Playoffs
| Año   | Equipo        | PJ | MPP  | %TC  | %3P  | %TL  | RPP | APP | ROB | TPP | PPP  | VAL  |
| ----- | ------------- | -- | ---- | ---- | ---- | ---- | --- | --- | --- | --- | ---- | ---- |
| 1987  | C.B. Canarias | 5  | 37.4 | 47.5 | 41.7 | 53.8 | 8.8 | 1.0 | 2.6 | 1.8 | 16.3 | 18.6 |
| Total | Total         | 5  | 37.4 | 47.5 | 41.7 | 53.8 | 8.8 | 1.0 | 2.6 | 1.8 | 16.3 | 18.6 |

## Vida personal
Tras terminar su carrera como baloncestista profesional, Harper se convirtió en agente de seguros. También fue miembro directivo de la Oregon Liquor and Cannabis Commission (OLCC).